# Phaeoceros miyakeanus
Phaeoceros miyakeanus là một loài rêu trong họ Anthocerotaceae. Loài này được Stephani S. Hatt. mô tả khoa học đầu tiên năm 1954.